# Erris

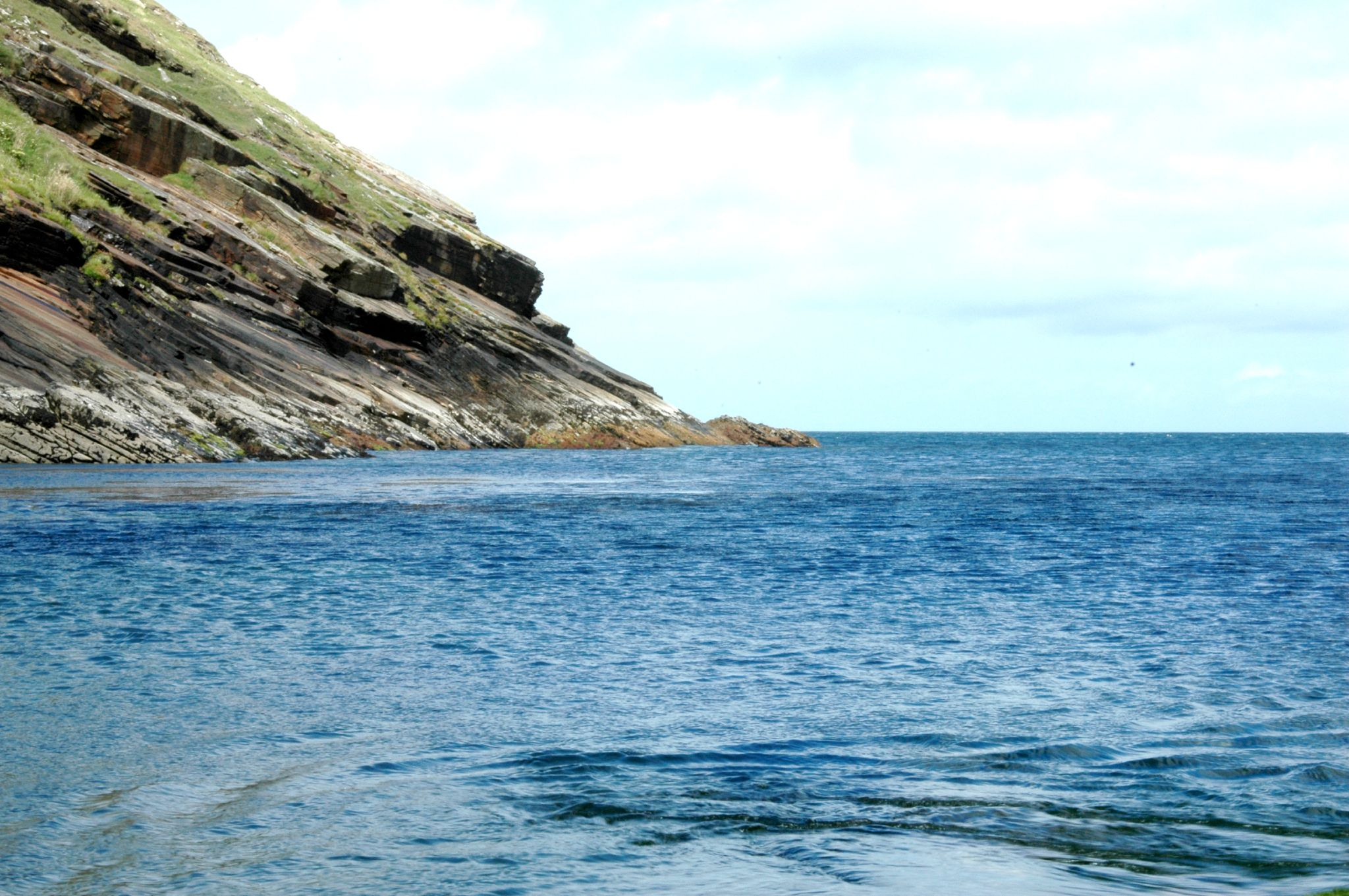
Erris Head

Erris (gael. Ceann Iorrais) – przylądek na wyspie Irlandii, na Ocenie Atlantyckim, najdalej wysunięty w wodę skrawek półwyspu Mullet, w pobliżu miasta Belmullet.
Obszar klifowego wybrzeża jest objęty ochroną.